# Engelhardtia
Engelhardtia é um gênero de traça pertencente à família Arctiidae.